# Croix (Nord)
Croix é uma comuna francesa relevante do departamento do Norte e nos Altos da França. Croix é uma das 85 comunas da Metrópole Europeia de Lille e faz parte da Eurometrópole Lille-Kortrijk-Tournai que conta com mais de 2 milhões de habitantes. Culturalmente, a cidade está situada na Flandres romana no país de Ferrain.

## Geografia

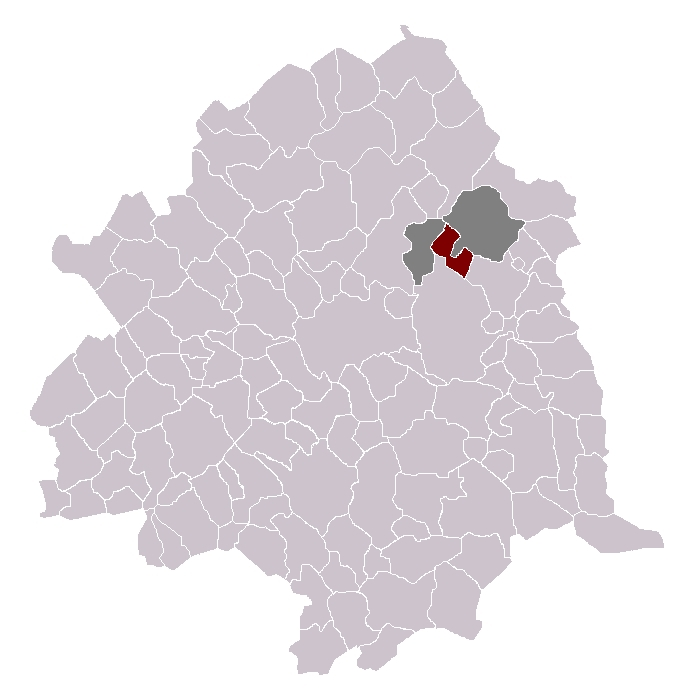
Croix em seu cantão e seu arrondissement

### Localização
Croix está localizada a cerca de 8 km a nordeste de Lille e 2 km a sudoeste de Roubaix. As comunas limítrofes são Hem (ao sudeste), Roubaix (ao nordeste), Wasquehal (ao noroeste) e Villeneuve-d'Ascq (ao sudoeste).

### Hidrografia
O canal de Roubaix passa pela cidade. A cidade também é atravessada pelo Marque.

### Vias de comunicação e transporte

#### Estrada
Em 1909, o Grand Boulevard foi aberto entre Lille, Roubaix e Tourcoing. Croix se localiza no ramo Lille-Roubaix.

#### Transporte público
A cidade é servida pela linha R do tramway de Alfred Mongy, que segue majoritariamente o Grand Boulevard. O bonde pára em duas estações na comuna : La Marque e Villa Cavrois. Em 1999, as estações Croix - Centre e Croix - Mairie foram inauguradas com a abertura da linha 2 do metrô.
A comuna também é servida pela linha de ônibus 32 da sociedade Transpole, que liga Villeneuve-d'Ascq a Forest-sur-Marque e também pela linha 36, que passa pela Mackellerie, assim vinculando Wasquehal trilhando em Roubaix edhec.

#### Transporte ferroviário
A comuna de Croix é atravessada e servida pela ligne de Fives a Mouscron (frontière). Os TER Nord-Pas-de-Calais parando nas estações de Croix - Wasquehal e Croix-L'Allumette. Os TGV e os trens da Société nationale des chemins de fer belges só param na estação de Croix - Wasquehal, localizada em Wasquehal.

## Toponímia
Croix, além de uma etimologia saxã (Cro) significa terra macia, lamacenta, pantanosa. Pode-se também pensar que este foi o ponto de encontro de caminhos que se cruzavam e teriam assim determinado o nome. O nome designava, na Idade Média, ponto de referência encimado de uma cruz ou de um calvário erguido pelo poder eclesiástico. Em 1187, Croix, título de Saint-Piat de Seclin. Em 1251, Cruce, título relatado por Buzelin. Em 1277, Crois, cartulário da Abbiette de Lille. Em 1588, Croy, divisão da diocese de Tournai.

## História

### Idade Média
A cruz é mencionada pela primeira vez em 1066, pela primeira vez em uma carta de Balduíno V de Flandres , mas suas origens são bem anteriores. O Senhorio de Croix deu seu nome a uma das Casas mais antigas de Flandres, citada desde 1136, e que contou entre os seus descendentes, que não levavam o nome de Croix, no século XVIII, um vice-rei do México e um vice-rei da Califórnia e do Peru. Uma companhia de
besteiros foi erguida em 1410. Em 1469, não se contabilizava mais que 63 feux (casas) na aldeia (190 no final do século XVII). Croix foi pilhada em 1477 pela guarnição de Tournai. O Senhorio de la Fontaine, que bordava a terra da Croix, já existia no século XIII.
A terra de Croix foi elevada em condado pelo arquiduque Alberto, em 14 de abril de 1617, em favor de Jacques de Croix. Em 1800, os habitantes da Cruz construíram uma igreja em substituição daquela que já tinha sida abatida em 1793, insuficiente para a população, ela foi reconstruída em 1848. A antiga igreja continha dois túmulos do século XV. O castelo, datado da mesma época, tinha pedras tumulares cujos brasões foram apagados no final do século anterior.

### Do Renascimento até o século XVIII
Em 1566, os Gueux foram dispersos pelo Barão de Rassenghien, bem como pelos Flamengos de Menin em 1580. A Comuna foi outrora parte da Flandres, Valônia e da diocese de Tournai. A terra de Croix foi elevada em condado com a de Flers em 1617, por Jacques de Noyelles.

### A Revolução Francesa e o Império
O desenvolvimento da cidade e o forte aumento da população durante a segunda metade do século XIX é o resultado da implantação em Croix por Isaac Holden, industrial britânico da lenda, de uma escova de lãs, empregando centenas de trabalhadores.

### Da Belle Époque à Segunda Guerra Mundial
Leo Aelbrecht, nascido em 7 de julho de 1924, em Croix, morreu no dia 5 de outubro de 1944, deportado para o campo de concentração nazista de Sachsenhausen, Ele fazia parte do Trem de Loos, o último trem da França para os campos de morte.

### Croix contemporânea
André Missant com o primeiro prêmio do salão de Tarascon 1951, reviveu com "o espírito Flamengo".

### Evolução
Em 1850, a revolução industrial levou Croix na era das ferrovias e das grandes fábricas têxteis. Este final do século verá a indústria química se desenvolver. A Croix-Wasquehal se localizava o pente Holden com uma chaminé de 105 metros de altura; ela foi a mais alta do mundo mas frágil ela foi abaixada para 92 metros, ela foi o trabalho de Alfred Goblet (1845-1923) engenheiro de Holden. Durante a Segunda Guerra Mundial, foi destruída pelo ocupante.

### Bairros
Croix é constituída de quatro bairros, Saint-Pierre/Mackellerie (prefeitura e o segundo mercado de Croix), Canal/Planche-Épinoy onde passa o canal de Roubaix fazendo a ligação Deûle-Escalda, Centre/Saint-Martin, com seu centro de educação de infância, sua piscina, seu campo de futebol, sua delegacia e o mercado principal da cidade) e Beaumont/Barbieux (embora o parc Barbieux em si não seja parte da comuna).

## Patrimônio e cultura

### Locais e monumentos
- O château de la Croix Blanche construído em 1878 (propriedade privada, "castelo da cruz branca propriedade Ferlié e depois de Leclercq Delaoutre") hoje a prefeitura da cidade (depois de 1924), magnífico parque arborizado com árvores de espécies mais que centenárias e onde fica o coreto (desde 1934), vestígio da dinastia de Holden, que o doou para a comuna em 1898 (na época, ela foi estabelecida na grand place, ou place des Martyrs de la Résistance).
- O château Florin (construído em 1880), depois château de Catteau (1936), maison des Œuvres sociales em 1938, e depois maison des Jeunes et de la Culture em 1945, e hoje maison pour Tous. O parc du château permitiu a criação de um complexo esportivo, onde teve lugar até 2016 o torneio de futebol de Pentecostes. A conciergerie do castelo é agora a delegacia de polícia.
- O château de la Fontaine (portão e as suas duas torres, vindima de 1605) e seu parque, restaurado e depois inscrito em 1951 para o inventário dos monumentos históricos para as fachadas, os telhados, os vestígios, os fossos, os restos do portão fortificado e todo o parque.[5]
- A Villa Cavrois (1932), uma das mais belas obras do arquiteto Robert Mallet-Stevens, classificada como monumento histórico em 1990.[6]
- A Maison Delcourt, 18 bis avenue du Général-de-Gaulle, realizada por Richard Neutra em 1968, registrado no inventário dos monumentos históricos desde 2000.[7] Esta é a última realização do arquiteto norte-americano.
- A igreja Saint-Martin, de estilo neo-gótico, construída em 1848 pelo arquiteto Charles Leroy. Ela foi ampliada alguns anos mais tarde.
- A capela do Boulevard de la Chapelle ou, hoje, o Boulevard Emile-Zola, origem de Notre-Dame de Délivrance.
- A Chapelle du Croquet ou Chapelle Notre-Dame de Délivrance um dos mais antigos vestígios da comuna.
- O Prieuré de la Sainte-Croix

### Personalidades ligadas à comuna
- Isaac Holden
- Charles Leroy
- Gustave Sandras
- Robert Mallet-Stevens
- Richard Neutra
- Eugène Leroy

## Festividades

#### Gigantes de parada
Croix é representada (localmente e através de algumas exposições ou prestações de serviço fora da comuna) por um gigante, Gilles de Croix, criado em 1931. O gigante foi recriado em 2003, juntamente com sua esposa Mathilde.